# Levél
Levél (alemán: Kaltenstein; serbocroata: Kajtištan, Klatšajna) es un pueblo húngaro perteneciente al distrito de Mosonmagyaróvár en el condado de Győr-Moson-Sopron, con una población en 2013 de 1785 habitantes.
Se conoce su existencia desde 1410, cuando se menciona con el nombre alemán de Kalthostan. Se menciona por primera vez con el nombre en húngaro en 1523, pero en 1529 los turcos destruyeron la localidad original. En 1570, Maximiliano II repobló la localidad con sajones de Wurtemberg. La población alemana fue deportada tras la Segunda Guerra Mundial y actualmente es una localidad de mayoría étnica magiar.
Se ubica en la periferia noroccidental de la capital distrital Mosonmagyaróvár, en la salida de la ciudad por la carretera 1 que lleva a Viena.